# Noyant-d'Allier
Noyant-d'Allier è un comune francese di 708 abitanti situato nel dipartimento dell'Allier della regione dell'Alvernia-Rodano-Alpi.
Il territorio comunale ospita la sorgente del fiume Ours.

## Società

### Evoluzione demografica
Abitanti censiti